# 산 폴로 파르코역
산 폴로 파르코 (San Polo Parco) 역은 이탈리아 북부 브레시아의 브레시아 지하철에 속한 역이다.
주택가가 밀집한 산폴로 구와 북쪽의 농업지대 사이의 경계에 위치해 있다. 주변에 별다른 대중교통편이 없어 걷거나 차량으로만 갈 수 있다. 주로 주변의 주택가에 사는 사람들이 많이 이용하는 역이다.

## 시설
이 역에는 다음과 같은 시설이 있다.
- 매표기